# Petrovaradínský tunel
Petrovaradínský tunel je opuštěný železniční tunel, který se nachází pod Petrovaradínskou pevností ve městě Novi Sad v Srbsku. Tunel, který byl původně součástí železniční trati Bělehrad–Subotica při jejím vybudování v 19. století, byl v souvislosti s přestavbou železničního uzlu v Nové Sadu uzavřen. Dlouhý je 341 m.
Tunel byl vybudován v 70. a 80. letech 19. století. Jeho stavba stála 200 tisíc tehdejších forintů. Navazoval na železniční most (dnes snesený) a železniční trať vedenou ke Starému nádraží, které se nacházelo v lokalitě Limanu u břehu Dunaje. Tunel vyprojektoval německý inženýr Karl Baumann. Sloužil až do druhé světové války. Během spojeneckého bombardování byl most poškozen a nakonec stržen; tunel tak nemohl být využit původnímu účelu. Železniční trať z něj byla snesena a nějakou dobu sloužil armádě jako sklad munice, poté byl využíván jako sklad masa. Po roce 1990 byl zavezen odpadem.